# Pseudosatellit
En pseudosatellit är en markbaserad enhet, det vill säga inte en satellit, som utför uppgifter som påminner om dem som en satellit utför. Den vanligaste typen av pseudosatellit är markbaserade GPS-stationer som sänder ut en signal med en struktur liknande den för en verklig GPS-satellit. Dessa har börjat användas för att bestämma positioner inomhus.